# Liste der Stolpersteine in Reinbek

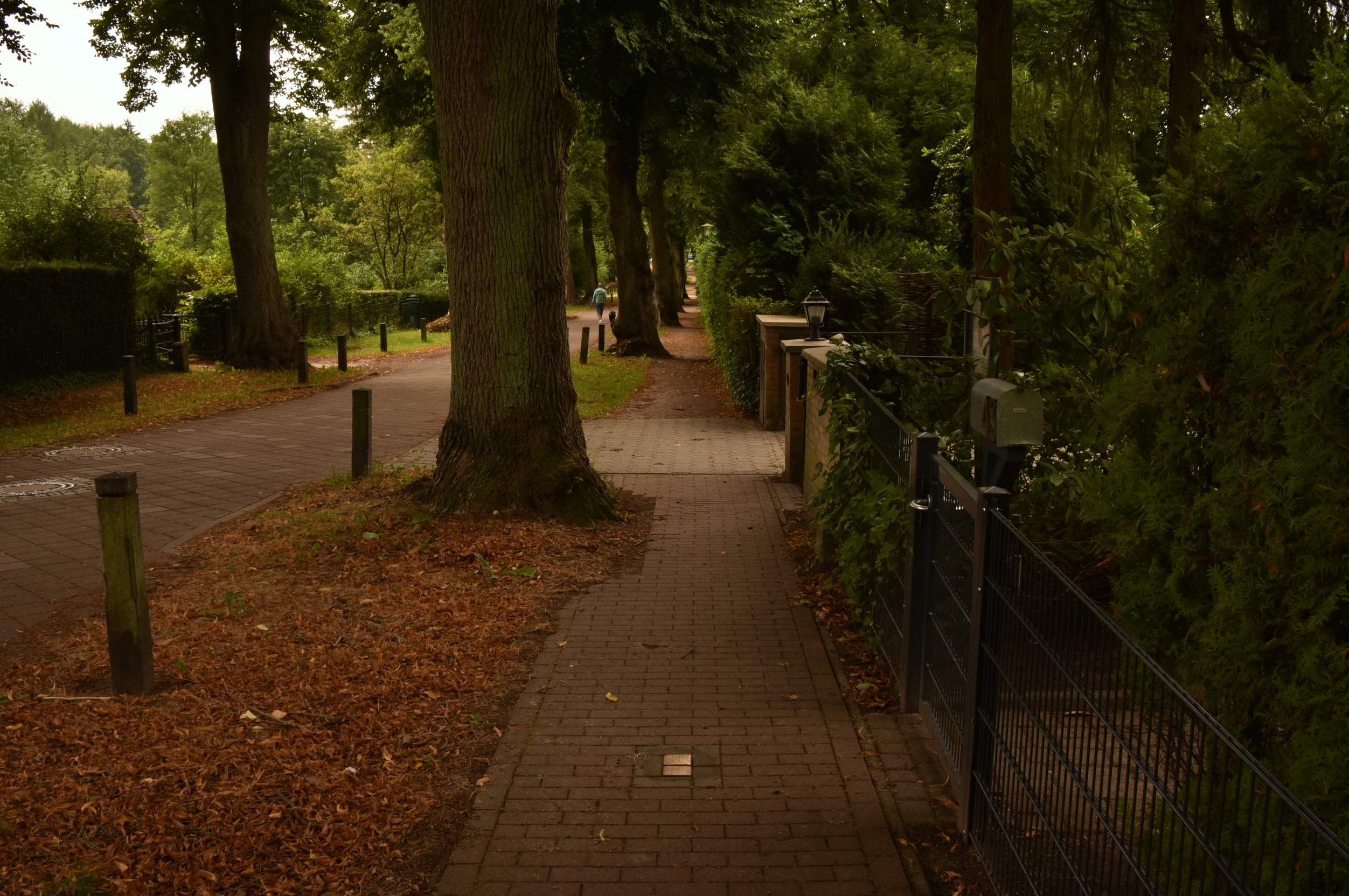
Stolpersteine in Reinbek

Die Liste der Stolpersteine in Reinbek enthält die Stolpersteine, die vom Kölner Künstler Gunter Demnig in der schleswig-holsteinischen Stadt Reinbek verlegt wurden. Stolpersteine erinnern an das Schicksal der Menschen, die von den Nationalsozialisten ermordet, deportiert, vertrieben oder in den Suizid getrieben wurden. Sie liegen im Regelfall vor dem letzten selbstgewählten Wohnsitz des Opfers.
Die erste Verlegung in Reinbek erfolgte am 9. Oktober 2006.

## Liste der Stolpersteine
Die Tabelle ist teilweise sortierbar; die Grundsortierung erfolgt alphabetisch nach dem Familiennamen des Opfers. Die Verlegedaten finden sich in einem eigenen Absatz unterhalb der Liste.
| Stolperstein | Inschrift | Verlegeort               | Name, Leben |
| ------------ | --- | ------------------------ | --- |
|              | HIER WOHNTE DR. HERMANN APEL JG. 1883 VERHAFTET POLIZEIGEFÄNGNIS HAMBURG ERMORDET 11.10.1939                                    | Bahnsenallee 49 ·        | Hermann Karl Apel wurde am 2. Juni 1883 geboren. Er dissertierte an der Hohen philosophischen Fakultät der Vereinigten Friedrichs-Universität 1910 in Halle an der Saale mit Die Tyrannis von Herakles. Er wurde verhaftet und im Polizeigefängnis Hamburg arrestiert. Herman Apel wurde am 11. Oktober 1939 ermordet. |
|              | HIER WOHNTE HANS BAUER JG. 1899 GESTAPOHAFT KZ DACHAU ERMORDET 19.5.1941                                                        | Hamburger Straße 23 ·    | Jacob Hans Bauer wurde 1899 geboren. Er war Kommunist und stellte sich offen gegen Hitler. Zuletzt wurde er 1939 verhaftet und in das KZ Dachau deportiert. Jacob Hans Bauer wurde dort am 19. Mai 1941 ermordet. |
|              | HIER WOHNTE DR. ARTHUR GOLDSCHMIDT JG. 1873 ENTRECHTET / GEDEMÜTIGT TOT 9.2.1947                                                | Kückallee 43 ·           | Arthur Felix Goldschmidt wurde am 30. April 1873 in Berlin geboren. Seine Eltern waren Alfred Oscar Goldschmidt (1841–1899) und Pauline geb. Lassar (1845–1919). Er hatte einen Bruder, Alfred Goldschmidt (1870–1916). Er heiratete Toni Katharina-Maria Jeanette geb. Horschitz. Das Paar hatte drei Kinder, Ilse Maria (geboren 1906, später verehelicht mit Ludwig Landgrebe), Erich Alfred (geboren 1924) und Jürgen Arthur (geboren 1928). In den 1910er Jahren bezog er mit seiner Familie die von Johann Wilhelm Kück errichtete Villa in der heutigen Kückallee. 1919 erwarb er die Immobilie, ein Musterbeispiel der italienischen Neorenaissance. Nach der Machtergreifung der Nationalsozialisten wurde Goldschmidt aufgrund des Gesetzes zur Wiederherstellung des Berufsbeamtentums entlassen. In den folgenden Jahren arbeitete er als Kunstmaler, bis dahin war die Malerei sein Hobby gewesen. Beiden Söhnen ermöglichte er rechtzeitig die Flucht. Seine Frau starb am 2. Juni 1942, einen Monat später wurde er verhaftet und nach Theresienstadt deportiert. Dort gründete er eine evangelische Gemeinde und betreute als Pastor die jüdisch-protestantischen Häftlinge. Die Christen konnten im Kolumbarium in den Kasematten ihre Gottesdienste und Trauerfeiern abhalten. Arthur Goldschmidt konnte die KZ-Haft überleben und nach Reinbek zurückkehren. Er wurde wieder Gemeindevertreter, wie bereits in den Jahren nach dem Ersten Weltkrieg, diesmal für die CDU. Er verfasste eine Geschichte der evangelischen Gemeinde Theresienstadt. Er starb am 9. Februar 1947 während der Eröffnung der örtlichen Volkshochschule. Georges-Arthur Goldschmidt, sein Sohn, veröffentlichte 1988 das Buch Ein Garten in Deutschland, in dem er seine Kindheit in der Villa Goldschmidt schilderte. Hans-Detlev Landgrebe, sein Enkelsohn, legte 2009 ebenfalls ein Buch vor – Kückallee 37. Eine Kindheit am Rande des Holocaust. |
|              | HIER WOHNTE KATHARINA GOLDSCHMIDT JG. 1882 ENTRECHTET / GEDEMÜTIGT TOT 2.6.1942                                                 | Kückallee 43 ·           | Toni Katharina-Maria Jeanette Goldschmidt geb. Horschitz, genannt Kitty, wurde am 9. Februar 1882 geboren. Ihre Eltern waren Julius Horschitz (1843–1910) und Ilka Betty geb. Fleischl (1860–1930). Sie hatte vier Brüder, Erwin Moritz (geboren 1878), Walter Horschitz (geboren um 1880), Richard Horschitz (geboren 1884) und Edgar Benno (geboren 1887). Sie heiratete den Juristen Arthur Felix Goldschmidt. Das Paar hatte drei Kinder, Ilse Maria (geboren 1906) später verehelichte Landgrebe, Erich Alfred (geboren 1924) und Jürgen Arthur (geboren 1928). Die Tochter heiratete am 22. Juli 1933 Ludwig Landgrebe, einen Philosophen aus Wien. Tochter und Schwiegersohn hatten zumindest vier Kinder. Katharina Goldschmidt starb am 2. Juni 1942 in Reinbek. Ihr Ehemann konnte die Deportation nach Theresienstadt überleben und nach Reinbek zurückkehren. Er starb am 9. Februar 1947. Die Söhne konnten im Exil überleben, die Tochter aufgrund ihrer sogenannten Mischehe. Zwei ihrer Brüder kamen im Rahmen der Shoah ums Leben, Edgar Benno 1942 in Riga und Erwin durch Suizid am 31. März 1943 in Theresienstadt. Die anderen Brüder, Walter und Richard, konnten das NS-Regime überleben, starben jedoch rasch nach dessen Untergang – im August 1945 bzw. 1947. Für Erwin Horschitz wurde in Hamburg, in der Rothenbaumchaussee 31, ein Stolperstein verlegt. |
|              | HIER WOHNTE JOHANNES KRÖGER JG. 1876 GESTAPOHAFT KZ DACHAU ERMORDET 15.11.1940                                                  | Johannes-Kröger-Weg 3a · | Johannes Kröger wurde im Juli 1876 in Rausdorf, Kreis Stormarn, geboren. Er wuchs auf dem Gutshof Silk auf und wurde Schmied. Er lernte das Handwerk in Schönningstedt bei Schierholz und arbeitete danach in der Ziegelei Tonwerk in Wohltorf, später in der Nagelfabrik in Lohbrügge. Im Juli 1903 heiratete er Anna Dorothea Adele Siemsen aus Ohe. Das Paar bekam zwei Kinder, Sohn Otto und eine Tochter. Er baute ein Haus in Schönningstedt, schloss sich der Gewerkschaft an und engagierte sich in der Sozialdemokratie. Erstmals wird er im September 1922 als gewählter Gemeindevertreter in Schönningstedt erwähnt. Von 1928 bis zur Machtergreifung der Nationalsozialisten im Januar 1933 war er Gemeindevertreter der Gesamtgemeinde Schönningstedt. Er war ein begeisterter Radfahrer und betätigte sich in seiner Freizeit auch als Imker. Er war ein Gegner der NS-Ideologie und soll einige SA-Männer mit der Gartenharke von seinem Grundstück verjagt haben. Die Ehefrau starb im September 1936. Er weigerte die Anpassung und die Kooperation mit dem Regime, hörte „Feindsender“ abgehört und wurde denunziert. Im Mai 1940 wurde er verhaftet. Er war zuerst in den Haftanstalten Fuhlsbüttel und Lübeck inhaftiert, wo noch Besuch von Verwandten möglich war. Er wurde schließlich trotz seines fortgeschrittenen Alters in das Konzentrationslager Dachau deportiert. Er schrieb: „Mir geht es schlecht. Ich habe Lungenentzündung. Ich werde wohl nicht wiederkommen.“ Er starb am 15. November 1940 in Dachau. Die Urne mit seiner Asche kam auf dem Dienstweg nach Reinbek. Sein Sohn wurde ebenfalls verhaftet, konnte jedoch überleben. Nach seiner Entlassung musste er Militärdienst leisten. Die Straße, in der Johannes Kröger sein Haus baute, heißt heute Johannes-Kröger-Weg. |
|              | HIER WOHNTE HELENE ILSE TALKE GEB. BERNSTEIN JG. 1899 UNFREIWILLIG VERZOGEN 1942 HAMBURG DEPORTIERT 1942 THERESIENSTADT BEFREIT | Lindenstraße 25 ·        | Helene Ilse Talke geb. Bernstein wurde am 23. März 1899 in Braunschweig geboren. Ihre Eltern waren Jaakow und Johanna Talke. Die Familie lebte in Hamburg. Im März 1920 heiratete sie in Braunschweig den Ingenieur Hermann Talke. Zuvor legte sie die jüdische Religionszugehörigkeit ab. Das Paar hatte zumindest einen Sohn, Heinz, geboren 1920. Fünf Jahre später wurde die Ehe geschieden. 1938 kam sie mit ihrem Sohn nach Reinbek, musste die Stadt aber 1942 verlassen und nach Hamburg übersiedeln. Später beschrieb sie diese Zeit so: „Ab 1938 ständige Anzeige bei der Polizei in Lübeck. […] Schließlich verlangte die Gestapo, dass ich meinen Wohnort Reinbek als Jüdin zu verlassen hätte. Unter den größten Schwierigkeiten und Geldopfern zog ich nach Hamburg.“ Auch hier hörten die ständigen Überwachungen durch die Gestapo nicht auf – „bis ich im April 1942 zur Zwangsarbeit herangezogen wurde und am 18.7.1942 nach Theresienstadt deportiert wurde.“ Helene Talke konnte die Shoah überleben, sie wurde 1945 befreit. Sie zog zu ihrem Sohn nach Hamburg. Sie starb 1975. |
|              | HIER WOHNTE HEINZ-MARTIN TALKE JG. 1920 UNFREIWILLIG VERZOGEN 1942 HAMBURG ÜBERLEBT                                             | Lindenstraße 25 ·        | Heinz-Martin Talke wurde 1920 in Hamburg geboren. Seine Eltern waren der Ingenieur Hermann Talke und Helene Ilse geb. Bernstein. Die Ehe seiner Eltern wurde geschieden, als er fünf Jahre alt war. Er wurde christlich erzogen, galt aber ab 1933 als Halbjude, obwohl seine Mutter im Rahmen ihrer Hochzeit die jüdische Religionszugehörigkeit abgelegt hatte. Mutter und Sohn übersiedelten 1938 nach Reinbek, wurden dort aber ständig von der Gestapo überwacht. 1942 mussten beide nach Hamburg zurückkehren. Die Mutter wurde verhaftet und nach Theresienstadt deportiert. Sie konnte die Shoah überleben und kehrte in die Hansestadt zurück. Mutter und Sohn starben beide im Jahr 1975. Schüler der Sachsenwaldschule erforschten das Schicksal der Familie und initiierten die Verlegung der beiden Stolpersteine. |

## Verlegedaten
- 9. Oktober 2006: Bahnsenallee 49, Hamburger Straße 23, Johannes-Kröger-Weg 3a, Kückallee 43 (Verlegung durch den Künstler selbst)[9]
- 14. Mai 2019: Lindenstraße 25 (Gemeinschaftsverlegung mit Katja Demnig)[10]